# 歐特克
歐特克股份有限公司（英語：Autodesk, Inc.）是一家美国公司，以其在建筑、工程及制造业等行业的产品闻名。歐特克係由约翰·沃克和另外12个人一起在1982年所建立。在美国的马林县亦設有多个分公司，而目前則以圣拉菲尔为总部。位於中國上海的歐特克中國研究院是歐特克全球最大的研發機構。

## 产品列表
- AutoCAD
- AutoCAD WS（专为移动设备推出）
- Autodesk 3ds Max系列
- Autodesk Alias系列
- Autodesk Inventor系列
- Autodesk Maya
- Autodesk Navisworks系列
- Autodesk Revit系列